# Повітрофлотська (станція швидкісного трамвая)
50°26′50″ пн. ш. 30°28′47″ сх. д. / 50.44722° пн. ш. 30.47972° сх. д.
Повітрофло́тська — недіюча станція Правобережної лінії Київського швидкісного трамвая, розташована між станціями «Політехнічна» та «Площа Галицька». Відкрита в 1977 році. Назву отримала за Повітрофлотським проспектом.

## Історія
Була єдиною з проміжних станцій швидкісного трамвая, яка мала вихід не через підземний перехід, а в окрему будівлю.
У ході реконструкції швидкісного трамвая, у 2007 році між «Політехнічною» та «Повітрофлотською» було побудовано розворотне кільце. 8 квітня 2008 року «Повітрофлотська» була закрита, а кільце використовувалося для розвороту трамваїв маршрутів №№ 1к і 3, кінцевою яких була станція «Політехнічна».
Після завершення реконструкції лінії станція так і не була відкрита, оскільки вестибюль опинився на будмайданчику бізнес-центру Victory Towers, будівництво якого так і не розпочалося. Деякий час у вестибюлі було розташовано автомийку. Коли Київміськбуд придбав ділянку для будівництва житлового комплексу, вестибюль знесли.

## Зображення

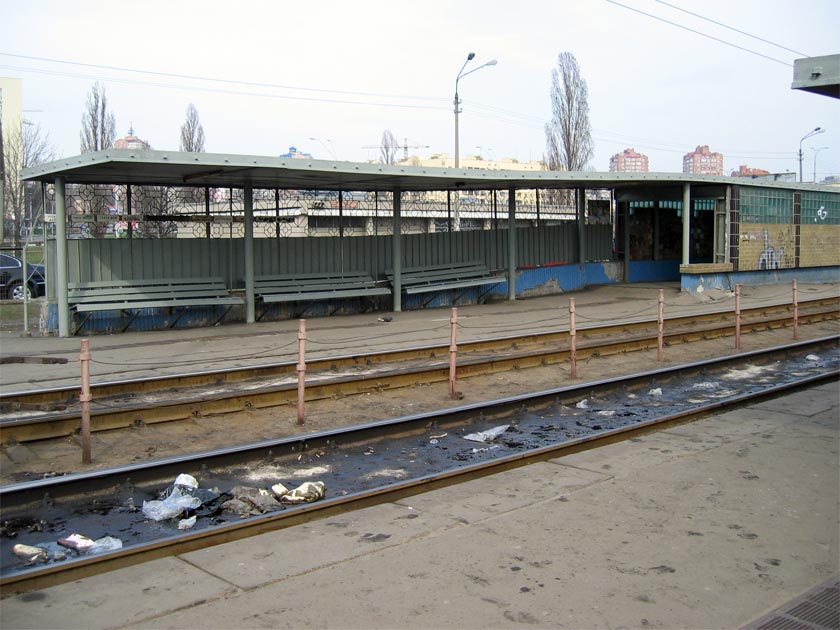
Посадкова платформа, 2005
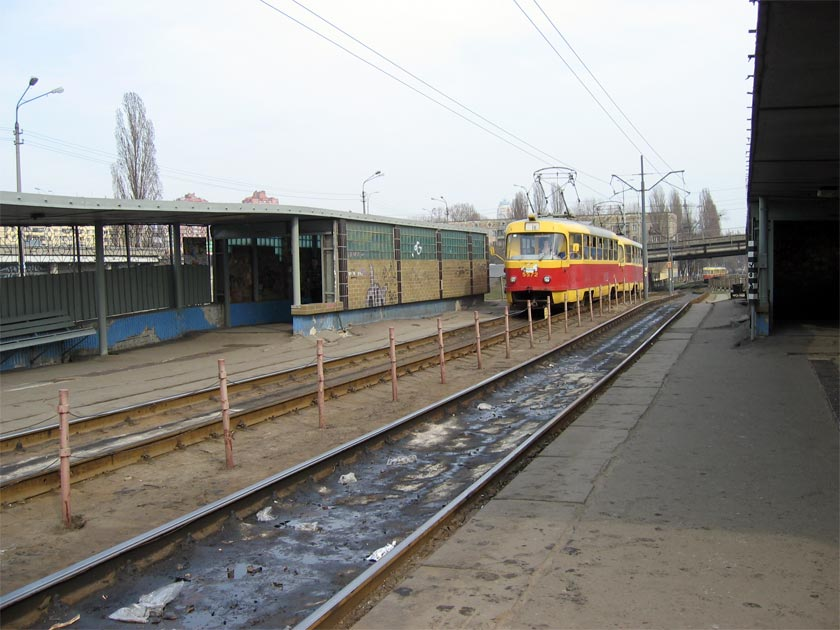
Посадкові платформи, 2005
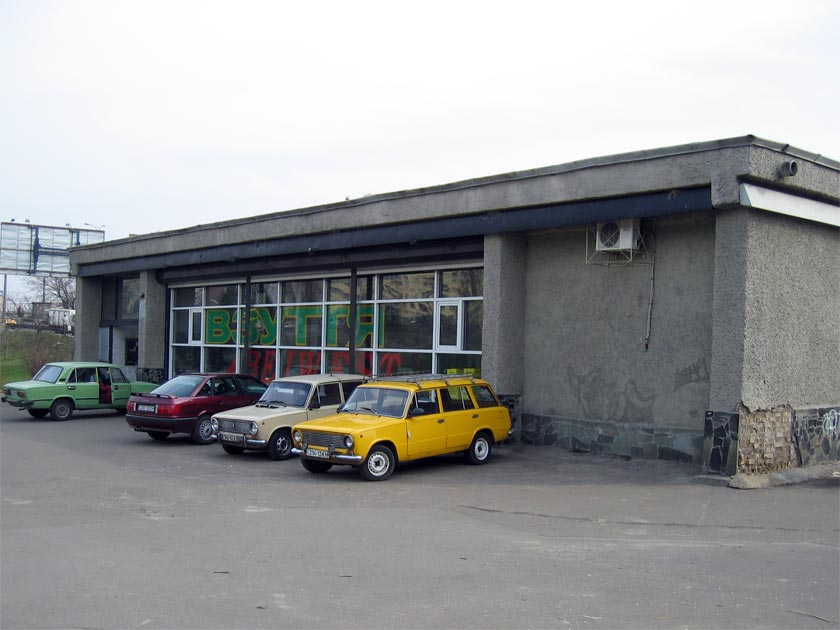
Колишній наземний павільйон станції